# Bălănești (Moldavia)
Bălănești è un comune della Moldavia situato nel distretto di Nisporeni di 2.932 abitanti al censimento del 2004

## Località
Il comune è formato dall'insieme delle seguenti località (popolazione 2004)
- Bălănești (2.204 abitanti)
- Găureni (728 abitanti)